# Государственные награды Армении
Государственные награды Армении — высшая форма поощрения граждан Республики Армения.

## Виды государственных наград
Для награждения за выдающиеся и исключительные заслуги перед Республикой Армения, законом определены государственные награды:
- Высшее звание Республики Армения
- Ордена Республики Армения
- Медали Республики Армения
- Почётные звания Республики Армения

## Право награждения
Президент Республики Армения присваивает Высшее звание Республики Армения, награждает орденами и медалями Республики Армения, присваивает Почётные звания Республики Армения, издавая об этом Указы.

## Перечень государственных наград

### Высшее звание
- Национальный Герой Армении

### Ордена
- Лицам, удостоенным высшего звания «Национальный Герой Армении», вручается Орден Отечества (основан в 1993 г.).
- Орден Славы (основан в 2010 г.)
- Орден Тиграна Великого (основан в 2002 г.)
- Орден Боевого Креста (основан в 1993 г.).
- Орден Святого Вардана Мамиконяна (основан в 2002 г.)
- Орден Святого Месропа Маштоца (основан в 1993 г.)
- Орден Почёта (основан в 2000 г.)
- Орден «За заслуги перед Отечеством» (основан в 2014 г.)
- Орден Дружбы (основан в 2014 г.)

### Медали
- Медаль «За отвагу» (основана в 1993 г.)
- Медаль «За заслуги перед Отечеством» (основана в 2005 г.)
- Медаль «За боевые заслуги» (основана в 1993 г.)
- Медаль Мхитара Гоша (основана в 1993 г.)
- Медаль Мхитара Гераци (основана в 1993 г.)
- Медаль Анании Ширакаци (основана в 1993 г.)
- Медаль Мовсеса Хоренаци (основана в 1993 г.)
- Медаль «За отличную охрану общественного порядка» (основана в 2005 г.)
- Медаль «Адмирал Исаков» (основана в 2004 г.)
- Медаль Признательности (основана в 2014 г.)
- Медаль «За трудовые заслуги» (основана в 2014 г.)
- Медаль Родительской славы (основана в 2014 г.)

### Почётные звания
- Народный артист Республики Армения;
- Народный художник Республики Армения;
- Заслуженный деятель науки Республики Армения;
- Заслуженный архитектор Республики Армения;
- Заслуженный врач Республики Армения;
- Заслуженный юрист Республики Армения;
- Заслуженный артист Республики Армения;
- Заслуженный художник Республики Армения;
- Заслуженный деятель искусств Республики Армения;
- Заслуженный деятель культуры Республики Армения;
- Заслуженный педагог Республики Армения;
- Заслуженный журналист Республики Армения;
- Заслуженный работник экономики Республики Армения;
- Заслуженный тренер Республики Армения;
- Заслуженный коллектив Республики Армения.
- Заслуженный деятель физической культуры и спорта Республики Армения (упразднено в 2014 году);

## Правовое положение награждённыхгосударственными наградами СССРи Армянской ССР
Учитывая заслуги граждан Республики Армения, награждённых государственными наградами бывших СССР и Армянской ССР, за ними сохраняются права и обязанности, предусмотренные законодательством бывших СССР и Армянской ССР о наградах. Награды Армянской ССР.